# Лаодамант (сын Этеокла)
Лаодамант (др.-греч. Λαοδάμας, «укрощающий народы») — персонаж древнегреческой мифологии. Сын Этеокла. Фиванский царь. Его опекуном был Креонт. При походе эпигонов в первом сражении убил Эгиалея, но победили аргивяне, и Лаодамант с фиванцами удалился в Иллирию. Посвятил треножник в храм Аполлона Исмения.